# Militär utbildning
Militär utbildning förekommer i alla världens väpnade styrkor och är oftast militärens huvuduppgift i fredstid.

## Organisation och innehåll
Värvningsprocessen ser olika ut, framför allt beroende på om landet har värnplikt eller inte. Vid en mönstring bedömer man rekrytens förmåga och hittar en lämplig befattning.
Den militära grundutbildningen varierar i längd och innehåll.
Om inte vidareutbildning vidtar efter grundutbildningen så tillkommer återkommande repetitioner av grundutbildningen i form av repmånader.